# Indywidualne Mistrzostwa Polski na Żużlu 1952
Indywidualne Mistrzostwa Polski na Żużlu 1952 – zawody żużlowe, mające na celu wyłonienie medalistów indywidualnych mistrzostw Polski w sezonie 1952. W finale zwyciężył Edward Kupczyński.

## Finał
- Wrocław, 17 sierpnia 1952
- Sędzia: Wacław Kossowski

| Msc. | Zawodnik                 | Klub         | Pkt |              |  |
| ---- | ------------------------ | ------------ | --- | ------------ |  |
| 1    | Edward Kupczyński        | Wrocław      | 14  | (3,2,3,3,3)  |  |
| 2    | Tadeusz Fijałkowski      | Warszawa     | 13  | (3,3,2,2,3)  |  |
| 3    | Janusz Suchecki          | Wrocław      | 12  | (2,2,3,2,3)  |  |
| 4    | Stanisław Glapiak        | Leszno       | 11  | (3,1,3,3,1)  |  |
| 5    | Bolesław Bonin           | Bydgoszcz    | 10  | (u,3,3,2,2)  |  |
| 6    | Włodzimierz Szwendrowski | Łódź         | 9   | (u,3,0,3,3)  |  |
| 7    | Mieczysław Kosierb       | Wrocław      | 8   | (2,3,2,1,wu) |  |
| 8    | Zbigniew Raniszewski     | Bydgoszcz    | 7   | (1,wu,3,2,1) |  |
| 9    | Paweł Dziura             | Rybnik       | 5   | (3,0,1,1,d)  |  |
| 10   | Jan Krakowiak            | Wrocław      | 5   | (1,2,2,0,0)  |  |
| 11   | Józef Olejniczak         | Leszno       | 4   | (d,u,ns,2,2) |  |
| 12   | Marian Kaznowski         | Częstochowa  | 4   | (2,0,1,1,wu) |  |
| 13   | Joachim Maj              | Rybnik       | 4   | (u,1,1,wu,2) |  |
| 14   | Roman Wielgosz           | Ostrów Wlkp. | 4   | (0,2,1,d,1)  |  |
| 15   | Bolesław Puper           | Łódź         | 3   | (2,1,0,0,0)  |  |
| 16   | Henryk Ignasiak          | Rawicz       | 3   | (1,1,0,1,0)  |  |